# Kâni Vrana
Kâni Vrana (* 13. Juli 1913 in Skopje; † 17. Juni 1984) war ein türkischer Jurist und von 1975 bis 1978 Präsident des türkischen Verfassungsgerichts.

## Laufbahn
Vrana schloss 1938 ein Studium an der juristischen Fakultät der Universität Istanbul ab und arbeitete seit 1941 als Amtsrichter im Landkreis Gündoğmuş in der Provinz Antalya. Am 16. September 1959 wurde er zum Mitglied des Kassationshofs der Türkei gewählt und war zwischen den Jahren 1963 und 1970 als Mitglied wie auch als Präsident des Hohen Wahlrats (Yüksek Seçim Kurulu, YSK) tätig. Am 7. Oktober 1970 wurde er zum ordentlichen Mitglied des Verfassungsgerichts ernannt und wurde am 1. Oktober 1975 zum Präsidenten des Verfassungsgerichts gewählt. Dieses Amt bekleidete er bis zum 13. Juli 1978.